# Зеленчик блакитновусий
Зеленчик блакитновусий (Chloropsis cyanopogon) — вид горобцеподібних птахів родини зеленчикових (Chloropseidae).

## Поширення
Вид поширений в Південно-Східній Азії: в Індонезії (Суматра, Калімантан), Брунеї, Сінгапурі, Малайзії (континентальній та острівній), на півдні Таїланду та М'янми (Танінтаї).

## Опис
Птах завдовжки 15-16 см та вагою 18-22 г. Тіло міцної статури. Дзьоб конічний, довгий, ледь зігнутий. Крила заокруглені. Хвіст квадратний. Ноги міцні. 
В забарвленні оперення переважає зелений колір — темніший зверху і жовтувато-зелений на череві. У самців є лицьова маска чорного кольору, що займає також верхню частину горла. В обох статей від основи дзьоба простягуються дві кобальтові смужки («вуса»). Край крил та низ хвоста сірого кольору.

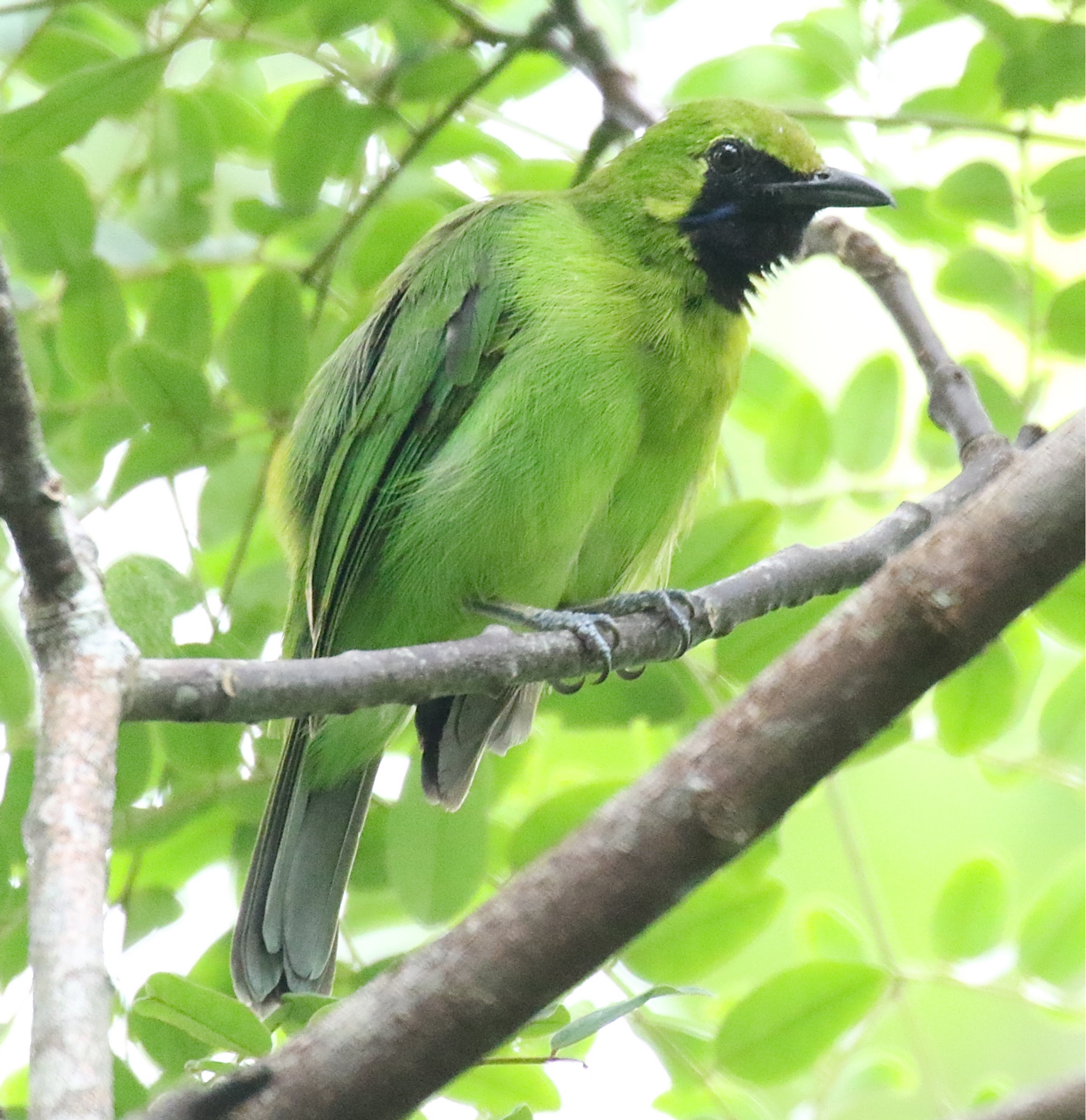
Самець
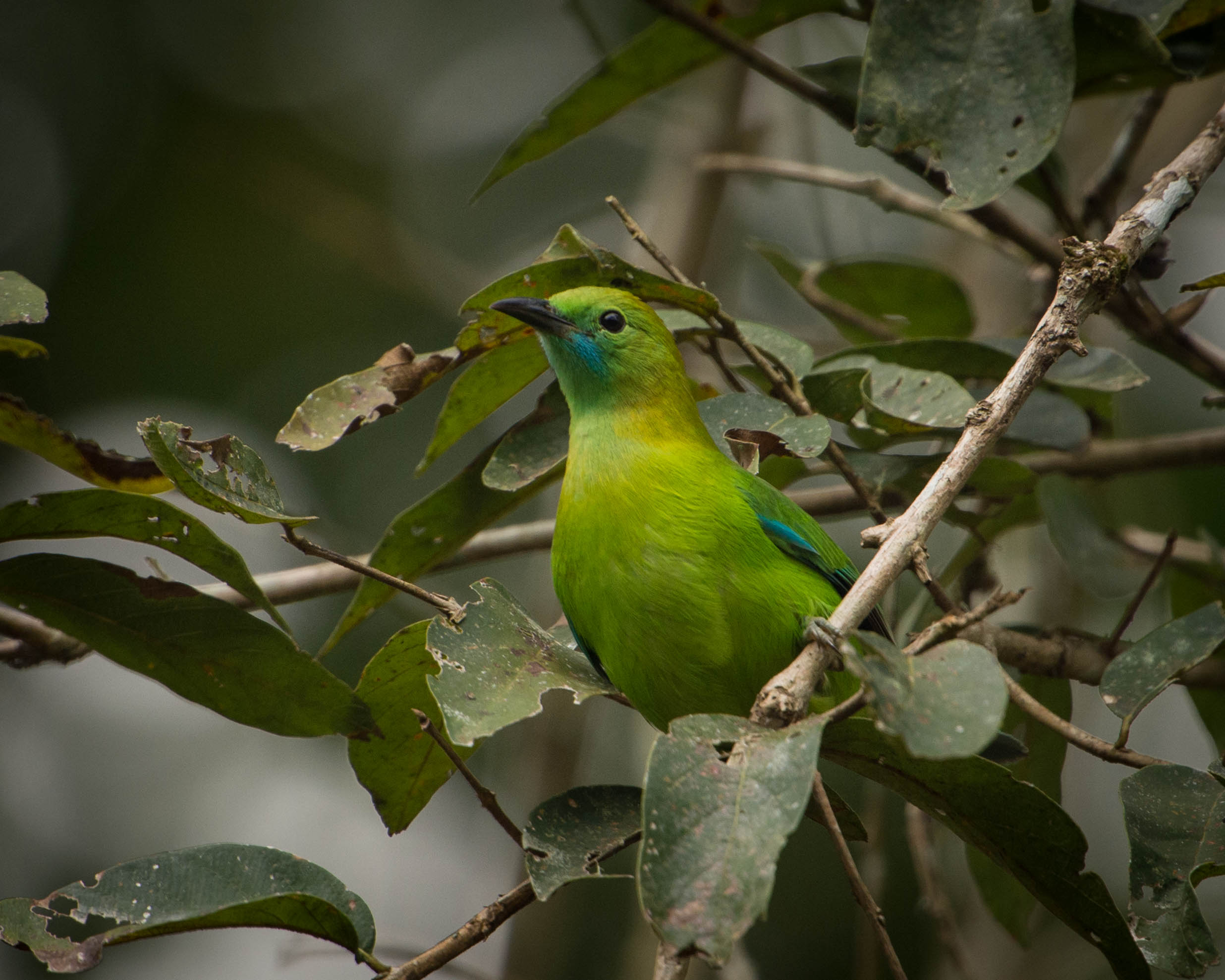
Самиця

## Спосіб життя
Живе у вологих тропічних лісах з густим пологом. Активний вдень. Трапляється поодинці або під час шлюбного періоду парами. Всеїдний птах. Живиться фруктами, комахами і дрібними безхребетними, інколи нектаром. Сезон розмноження триває з лютого по серпень. Утворює моногамні пари. Самиця будує чашоподібне гніздо між гілками дерев. Інших даних про розмноження немає, але воно ймовірно не відрізняється від інших видів зеленчикових.